# Manutai
Manutai (Manutae, Tai) ist eine osttimoresische Aldeia im Suco Manucassa (Verwaltungsamt Lequidoe, Gemeinde Aileu). 2015 lebten in der Aldeia 225 Menschen.

## Geographie
Zur Aldeia Manutai gehören der Süden und das Zentrum des Sucos Manucassa. Den Norden bildet die Aldeia Fatumerin. Westlich grenzt Manutai an den Suco Fahiria, südlich an den Suco Lausi und östlich an den Suco Acubilitoho. Die Südgrenze zu Lausi bildet der Fluss Manufonihun, der zum System des Nördlichen Laclós gehört.
Der Bergrücken im Norden von Manutai ist unbesiedelt. Entlang des südlichen Bergrückens und seiner Südflanke durchquert von Osten kommend, entlang eine Straße die Aldeia und verläuft dann nah der Westgrenze bis zum Manufonihun. An der Straße und weiter südlich liegen einzelne Häuser und Rotten. Eine größere Gebäudeansammlung liegt am Ende der Straße am Flussufer. Von hier geht eine weitere Piste in Richtung Osten bis zum Siedlungszentrum der Aldeia. Das Dorf, das sich aus diesen weit verstreuten Ansiedlungen im Süden der Aldeia bildet, nennt sich Manutae-Manucasa Lama.
Der höchste Punkt der Aldeia, an der Straße im Nordosten liegt knapp unter 1400 m über den Meeresspiegel, der Fluss verläuft auf einer Höhe von etwa 850 m.